# SummerSlam (2022)
L’édition 2022 de SummerSlam est un Premium Live Event de catch (lutte professionnelle) produit par la World Wrestling Entertainment, une fédération de catch américaine, qui est télédiffusée, visible en paiement à la séance, sur le WWE Network. L’événement a eu lieu le 30 juillet 2022 au Nissan Stadium à Nashville (Tennessee). Il s'agit de la 35e édition de SummerSlam, pay-per-view annuel qui fait partie, avec le Royal Rumble, WrestleMania et les Survivor Series, du « Big Four » et aussi du premier PPV sans Vince McMahon qui a annoncé sa retraite le 22 juillet 2022.

## Contexte
Les spectacles de la World Wrestling Entertainment (WWE) sont constitués de matchs aux résultats prédéterminés par les scénaristes de la WWE. Ces rencontres sont justifiées par des storylines – une rivalité avec un catcheur, la plupart du temps – ou par des qualifications survenues dans les shows de la WWE telles que Raw, SmackDown et NXT. Tous les catcheurs possèdent une gimmick, c'est-à-dire qu'ils incarnent un personnage gentil (Face) ou méchant (Heel), qui évolue au fil des rencontres. Un événement comme SummerSlam est donc un événement tournant pour les différentes storylines en cours,.

### Roman Reigns (c) contre Brock Lesnar
À WrestleMania 38, le champion universel de SmackDown, Roman Reigns, a battu le champion de la WWE de Raw, Brock Lesnar, dans un match Winner Takes All pour devenir reconnu comme le champion universel incontesté de la WWE. Après que Reigns ait conservé le titre universel incontesté de la WWE lors de l'épisode de SmackDown du 17 juin contre Matt Riddle, il a affirmé qu'il n'y avait plus personne pour lui faire face. Lesnar a ensuite fait un retour surprise après une interruption de deux mois et a offert une poignée de main à Reigns. Alors que Reigns allait lui serrer la main, Lesnar a attaqué Reigns puis a attaqué The Usos (Jey Uso et Jimmy Uso), qui étaient venus en aide à Reigns. Il a ensuite été annoncé que Reigns défendrait le championnat universel incontesté de la WWE contre Lesnar dans un Last Man Standing match à SummerSlam, que la WWE a présenté comme leur dernier match les deux hommes.

### Bobby Lashley (c) contre Austin Theory
À Money in the Bank, Bobby Lashley a battu Austin Theory pour remporter le championnat des États-Unis. Dans l'épisode suivant de Raw , Theory a annoncé qu'il avait obtenu une revanche contre Lashley pour le titre à SummerSlam.

### Liv Morgan (c) contre Ronda Rousey
Le mois dernier à Money in the Bank, Liv Morgan remporte la mallette dans le Women's Money in the Bank Ladder match. Un peu plus tard dans la soirée, Ronda Rousey conserve son titre féminin de SmackDown en battant Natalya par soumission. Mais après le combat, la première utilise sa mallette sur la seconde et devient la nouvelle championne de SmackDown en battant l'ancienne combattante de MMA et remporte le premier titre solo de sa carrière, félicitée par son adversaire. Le 8 juillet à SmackDown, la nouvelle championne accepte d'accorder une revanche à l'ancienne détentrice de la ceinture qui aura lieu au PLE.

### Logan Paul contre The Miz
Le 1er avril à WrestleMania 38, Logan Paul et The Miz font équipe et ensemble, les deux hommes battent Los Mysterios (Rey Mysterio et Dominik Mysterio). Après le combat, le premier effectue un Face Turn, car le second l'attaque avec son Skull Crushing Finale, ce qui met fin à leur duo. Le 30 juin, l'influenceur signe officiellement avec la World Wrestling Entertainment.
Le 18 juillet à Raw, Logan Paul défie le Miz dans un match au PLE. Ce dernier, après avoir refusé une première fois, change d'avis à la suite des moqueries de son ancien partenaire et des spectateurs du show.

### Bianca Belair (c) contre Becky Lynch
L'année passée à SummerSlam, Becky Lynch a fait son retour après un an d'absence, à la suite d'un long congé de maternité, et est redevenue championne de SmackDown, pour la quatrième fois, en battant Bianca Belair en seulement 26 secondes. 
Le 22 octobre à SmackDown, à la suite de son transfert officiel au show rouge, Charlotte Flair et elle procèdent à l'échange de leurs titres respectifs, ce qui fait qu'elle devient double championne de Raw. 
Le 2 avril de cette année à WrestleMania 38, The EST of WWE devient la nouvelle championne de Raw en prenant sa revanche sur l'Irlandaise et remporte le titre pour la première fois de sa carrière.
Le 11 juillet à Raw, Becky Lynch demande un match revanche au PLE, peu importe la gagnante du combat entre la championne du show rouge et Carmella, que cette dernière remporte par décompte extérieur à la suite d'une distraction de l'Irlandaise sur son adversaire qui conserve sa ceinture.

### Match reporté
Un match entre Riddle et Seth "Freakin" Rollins devait avoir lieu lors du PLE. Malheureusement, le match a été reporté, car le premier souffre d'une blessure au plexus brachial, à la suite d'un Stomp porté par le second à son encontre sur les escaliers en acier, lors du dernier Raw.

## Tableau des matchs
| Ordre par numéros                                                                         | Résultat | Stipulation(s)                                                                                      | Temps |
| ----------------------------------------------------------------------------------------- | --- | --------------------------------------------------------------------------------------------------- | ----- |
| 1                                                                                         | Bianca Belair (c) bat Becky Lynch                                                                                          | Match simple pour le WWE Raw Women's Championship                                                   | 15:10 |
| 2                                                                                         | Logan Paul bat The Miz (avec Maryse et Ciampa)                                                                             | Match simple                                                                                        | 14:15 |
| 3                                                                                         | Bobby Lashley (c) bat Theory par soumission                                                                                | Match simple pour le WWE United States Championship                                                 | 4:45  |
| 4                                                                                         | Los Mysterios (Rey Mysterio et Dominik Mysterio) battent The Judgment Day (Damian Priest et Finn Balor) (avec Rhea Ripley) | No Disqualification Tag Team match                                                                  | 11:05 |
| 5                                                                                         | Pat McAfee bat Happy Corbin                                                                                                | Match simple                                                                                        | 10:40 |
| 6                                                                                         | The Usos (Jimmy et Jey Uso) (c) battent The Street Profits (Angelo Dawkins et Montez Ford)                                 | Tag Team match pour l'Undisputed WWE Tag Team Championship, avec Jeff Jarrett comme arbitre spécial | 13:25 |
| 7                                                                                         | Liv Morgan (c) bat Ronda Rousey,                                                                                           | Match simple pour le WWE SmackDown Women's Championship                                             | 4:35  |
| 8                                                                                         | Roman Reigns (c) (avec Paul Heyman) bat Brock Lesnar                                                                       | Last Man Standing match pour l'Undisputed WWE Universal Championship                                | 23:16 |
| La lettre C placée entre parenthèses désigne la personne ou l’équipe championne en titre. | | |       |